# Primera División de Islas Feroe 2011
La temporada 2011 de la Effodeildin fue la 69va. temporada de la Primera División de las Islas Feroe. La temporada comenzó el 9 de abril de 2011 y terminó el 22 de octubre de 2011. El club campeón fue el B36 Tórshavn que consiguió su 9° título de liga.

## Ascensos y descensos
| Pos. | Ascendidos de 1. Deild 2010 |
| ---- | --------------------------- |
| 1    | 07 Vestur                   |
| 2    | KÍ                          |

| Pos. | Descendidos de Primera división 2010 |
| ---- | ------------------------------------ |
| 9    | Suðuroy                              |
| 10   | AB                                   |

## Sistema de competición
Los 10 equipos participantes jugaron entre sí todos contra todos tres veces totalizando 27 partidos por cada equipo. Al final de la temporada el primer clasificado obtuvo un cupo para la Liga de Campeones 2012-13, mientras que el segundo y el tercer clasificado obtuvieron un cupo para la Liga Europa 2012-13 Por otro lado los dos últimos clasificados descendieron a la 1. Deild 2012.
Un tercer cupo para la Liga Europa 2012-13 fue asignado al campeón de la Copa de Islas Feroe

## Clubes
| Club            | Ciudad       | Estadio            | Capacidad |
| --------------- | ------------ | ------------------ | --------- |
| 07 Vestur       | Sandavágur   | á Dungasandi       | 2.000     |
| B36 Tórshavn    | Tórshavn     | Gundadalur         | 5.000     |
| B68 Toftir      | Toftir       | Svangaskarð        | 6.000     |
| B71 Sandur      | Sandur       | Sandur Stadium     | 2.000     |
| EB/Streymur     | Streymnes    | Við Margáir        | 1.000     |
| HB Tórshavn     | Tórshavn     | Gundadalur         | 5.000     |
| ÍF Fuglafjørður | Fuglafjørður | Fløtugerði         | 3.000     |
| KÍ Klaksvík     | Klaksvík     | Injector Arena     | 3.000     |
| NSÍ Runavík     | Runavík      | Runavík Stadium    | 2.000     |
| Víkingur Gøta   | Norðragøta   | Serpugerði Stadium | 2.000     |

## Tabla de posiciones
| Pos. | Equipo           | Pts. | PJ | G  | E | P  | GF | GC | Dif. | Clasificación 2012–13                 |
| ---- | ---------------- | ---- | -- | -- | - | -- | -- | -- | ---- | ------------------------------------- |
| 1    | B36 Tórshavn (C) | 67   | 27 | 21 | 4 | 2  | 63 | 28 | +35  | Primera ronda de la Liga de Campeones |
| 2    | EB/Streymur      | 60   | 27 | 19 | 3 | 5  | 66 | 32 | +34  | Primera ronda de la Liga Europa       |
| 3    | Víkingur Gøta    | 59   | 27 | 18 | 5 | 4  | 61 | 31 | +30  | Primera ronda de la Liga Europa       |
| 4    | NSÍ              | 41   | 27 | 11 | 8 | 8  | 58 | 47 | +11  | Primera ronda de la Liga Europa       |
| 5    | KÍ               | 34   | 27 | 10 | 4 | 13 | 48 | 50 | −2   |                                       |
| 6    | B68 Toftir       | 32   | 27 | 9  | 5 | 13 | 44 | 44 | 0    |                                       |
| 7    | ÍF               | 28   | 27 | 8  | 4 | 15 | 36 | 44 | −8   |                                       |
| 8    | HB               | 26   | 27 | 7  | 5 | 15 | 46 | 56 | −10  |                                       |
| 9    | 07 Vestur        | 24   | 27 | 6  | 6 | 15 | 30 | 65 | −35  | Descenso a 1. deild 2012              |
| 10   | B71 Sandur       | 11   | 27 | 3  | 2 | 22 | 25 | 80 | −55  | Descenso a 1. deild 2012              |

Actualizado a los partidos jugados el 22 de octubre de 2011.
 Fuente: Soccerway
Notas:
1. ↑  El EB/Streymur obtuvo un cupo para la Primera ronda de la Liga Europa 2012-13 tras ganar la Copa de Islas Feroe 2011.

## Tabla de resultados cruzados
| Local \ Visitante | 07V | B36 | B68 | B71 | EBS | HB  | ÍF  | KÍ  | NSÍ | VÍK |
| ----------------- | --- | --- | --- | --- | --- | --- | --- | --- | --- | --- |
| 07 Vestur         | —   | 0–3 | 0–1 | 2–1 | 1–7 | 1–0 | 1–0 | 3–3 | 4–6 | 1–1 |
| B36               | 1–0 | —   | 1–0 | 4–1 | 1–0 | 4–1 | 1–1 | 4–1 | 4–3 | 2–0 |
| B68               | 1–1 | 2–2 | —   | 3–1 | 1–0 | 0–0 | 3–4 | 3–0 | 1–1 | 1–2 |
| B71               | 2–0 | 2–3 | 0–5 | —   | 1–2 | 0–2 | 1–4 | 0–6 | 1–6 | 0–3 |
| EB/Streymur       | 1–0 | 2–1 | 3–2 | 5–1 | —   | 3–1 | 1–0 | 2–0 | 2–2 | 2–1 |
| HB                | 5–0 | 1–3 | 3–3 | 2–0 | 3–2 | —   | 3–1 | 1–4 | 0–0 | 1–2 |
| ÍF                | 1–2 | 1–1 | 3–1 | 1–2 | 0–4 | 3–0 | —   | 0–1 | 1–1 | 1–2 |
| KÍ Klaksvík       | 1–2 | 0–2 | 3–1 | 1–2 | 1–3 | 2–2 | 2–0 | —   | 1–2 | 0–1 |
| NSÍ               | 9–0 | 2–3 | 1–0 | 1–1 | 2–2 | 2–1 | 1–1 | 3–3 | —   | 0–1 |
| Víkingur Gøta     | 1–1 | 1–1 | 2–1 | 3–2 | 2–1 | 3–1 | 1–0 | 2–1 | 3–2 | —   |

| Local \ Visitante | 07V | B36 | B68 | B71 | EBS | HB  | ÍF  | KÍ  | NSÍ | VÍK |
| ----------------- | --- | --- | --- | --- | --- | --- | --- | --- | --- | --- |
| 07 Vestur         | —   | 2–3 | 0–1 | 2–2 | —   | —   | —   | 2–2 | —   | —   |
| B36               | —   | —   | —   | 2–1 | 1–2 | 3–2 | 3–0 | —   | —   | —   |
| B68               | —   | 2–3 | —   | —   | 3–2 | 1–0 | 0–1 | —   | —   | —   |
| B71               | —   | —   | 0–3 | —   | —   | —   | —   | 0–1 | 1–3 | 1–4 |
| EB/Streymur       | 2–1 | —   | —   | 1–0 | —   | —   | —   | 3–0 | 5–1 | 3–3 |
| HB                | 4–1 | —   | —   | 5–0 | 3–4 | —   | —   | 1–3 | —   | 2–2 |
| ÍF                | 1–2 | —   | —   | 3–2 | 0–2 | 7–1 | —   | 0–1 | —   | —   |
| KÍ Klaksvík       | —   | 0–3 | 5–3 | —   | —   | —   | —   | —   | 5–1 | 1–4 |
| NSÍ               | 1–0 | 1–2 | 2–1 | —   | —   | 2–1 | 1–2 | —   | —   | —   |
| Víkingur Gøta     | 5–1 | 0–2 | 4–1 | —   | —   | —   | 4–0 | —   | 1–2 | —   |

## Goleadores
| Pos. | Jugador                      | Club        | Goles |
| ---- | ---------------------------- | ----------- | ----- |
| 1    | Finnur Justinussen           | Víkingur    | 21    |
| 2    | Klæmint Olsen                | NSÍ         | 17    |
| 3    | Łukasz Cieślewicz            | B36         | 15    |
| 4    | Arnbjørn Hansen              | EB/Streymur | 14    |
| 4    | Kristoffur Jakobsen          | KÍ          | 14    |
| 6    | Christian Høgni Jacobsen     | NSÍ         | 13    |
| 6    | Clayton Soares do Nascimento | 07 Vestur   | 13    |
| 8    | Chris Muomaife               | ÍF          | 12    |
| 8    | Jákup á Borg                 | B36         | 12    |
| 10   | Leif Niclasen                | EB/Streymur | 11    |
| 10   | Símun Samuelsen              | HB          | 11    |